# هایک عجمیان
هایک عجمیان محقق برجسته ارمنی است که در خصوص تاریخ ارامنه در ایران فعالیت کرده است. وی فارغ‌التحصیل مدرسهٔ عالی گورگیان ادبیات قدیم و زبان ارمنی بود.

## کتاب و مقالات
1. مآخذ تاریخی ارمنی در خصوص ایران -نشریه اندیشه و هنر» سال ۱۳۳۷ - شماره 10[۱]
2. تولدو تعمید حضرت عیسی مسیح - ناشر: انتشارات داستانهای ارمنی - پدیدآورنده: هایک عجمیان سال چاپ: ۱۳۶۶
3. کلیسای سورب تاده - مؤلف: هایک عجمیان - ناشر: هایک عجمیان - چاپ: ۱۳۴۰
4. کتاب تاریخچهٔ مدرسهٔ ملی آرامیان، هایک عجمیان

در دهه‌های ۳۰ و ۴۰ انتشاراتی به نام انتشارات هایک عجمیان در ایران فعال بود که آثار وی را منتشر می‌ساخت.

## فعالیت دانشگاهی
عجمیان از بنیانگذاران رشتهٔ زبان و ادبیات ارمنی در دانشگاه اصفهان بود. او در سال ۱۳۳۹ به همراه تادئوس تادئوسیان، واقارشاک درسوکیاسیان، آرام آلچوجیان، هوانس گریگوریان و آرام یرمیان از اعضای هیئت علمی این رشته بودند.